# Bratz

Лого Bratz

Bratz — название серии кукол (высота 25,4 см), которых с середины 2001 года выпускает компания MGA Entertainment. Они созданы Картером Брайантом. Сначала серия включала в себя только четырех кукол — Ясмин (англ. Yasmin), Джейд (англ. Jade), Хлоя (англ. Chloe), Саша (англ. Sasha), но позже были добавлены и другие персонажи. Это были 10-дюймовые (25 см), выпущеные 21 мая 2001 года, куклы, изображающие девочек-подростков, с такими отличительными чертами, как большие головы и худые тела, а также миндалевидные глаза, подчеркнутые ярким макияжем, и полные блестящие губы.

## История
Вскоре[уточнить] Bratz стали широко популярны в Европе, попав на первое место в списке самых покупаемых кукол во Франции, Испании и Италии, и на второе в Великобритании. В 2002 году Bratz стали широко известны во всем мире, составив серьёзную конкуренцию куклам Barbie, которые на протяжении многих лет удерживали лидерство на рынке игрушек для девочек.
К 2005 году выручка от мировых продаж Братц составила 2 миллиарда долларов США, а к 2006 году продукция Братц отвоевала 40 % рынка модных кукол для девочек.

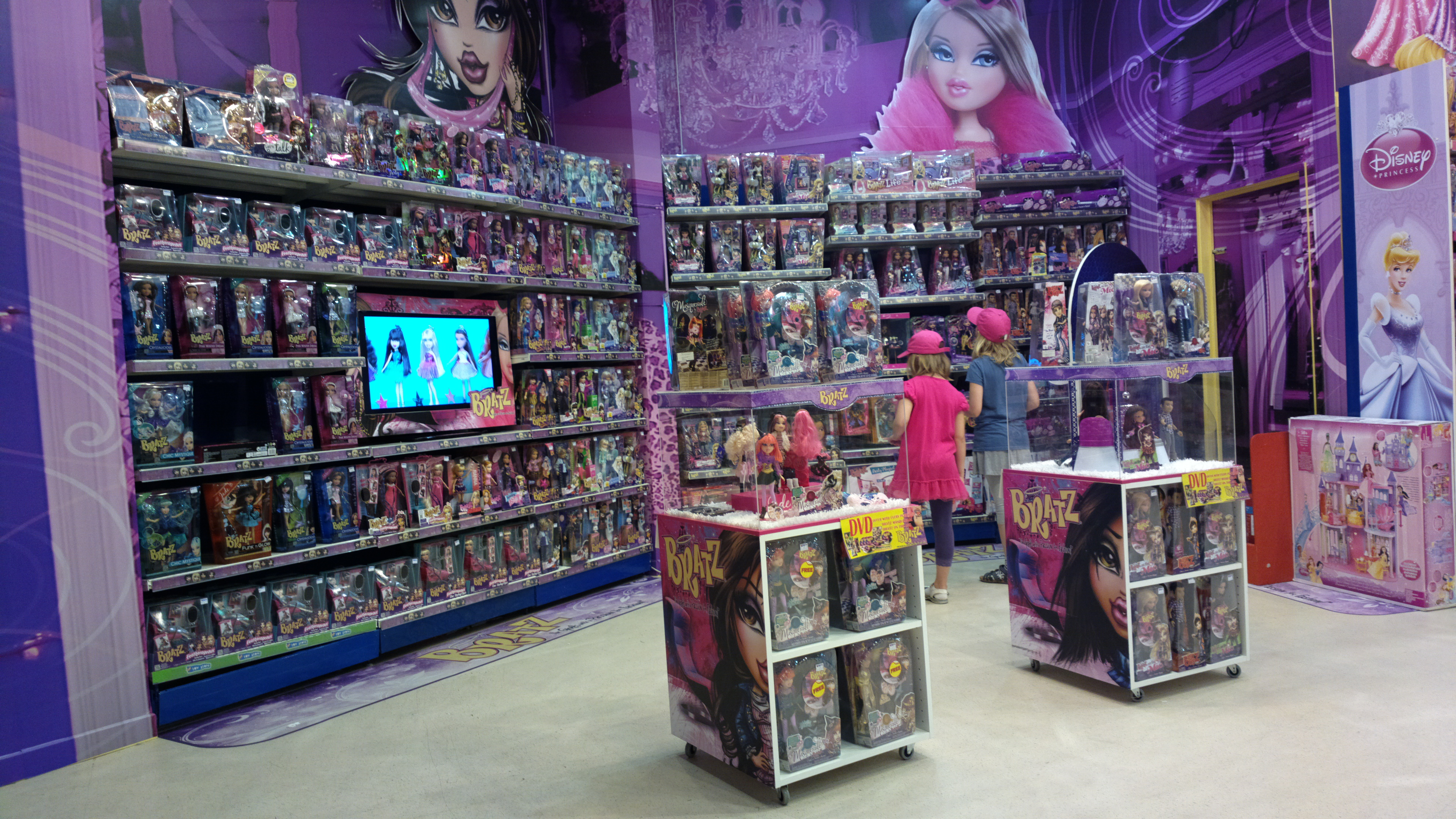
Магазин «Bratz world» (Дубай 2012 г.)

Куклы Bratz вызвали споры в нескольких областях. Начиная со стилизованных пропорций кукол и заканчивая модной одеждой, бренд всегда внимательно следил за тенденциями поп-культуры. В течение многих лет MGA Entertainment участвовала в длительном судебном споре с Mattel по поводу прав на дизайн Bratz. В 2011 году спор закончился победой MGA. Связанный судебный процесс продолжается в судебном процессе MGA, утверждая кражу Mattel коммерческой тайны.
Бренд Bratz взял несколько перерывов и претерпел ребрендинг на протяжении всего своего существования. В начале 2010 года Братц взял небольшой перерыв после первого судебного процесса Mattel и вернулся позже в том же году, чтобы отметить 10-летие франшизы. В 2013 году Bratz изменился, получив более высокий корпус, а также совершенно новый логотип и брендинг. В течение 2014 года компания MGA Entertainment приняла решение полностью пересмотреть бренд Bratz, чтобы вернуть бренд к его корням. В результате ни одна из линейки продуктов Bratz 2014 не была предложена розничным торговцам в Северной Америке.
В июле 2015 года Братц вернулся, и был выпущен набор новых кукол, представивший нового главного героя по имени Рая в составе Хлои, Джейд, Ясмин и Саши, а также новый слоган и дизайн веб-сайта. Тела были изменены, чтобы снова стать 10 дюймов (25 см) в высоту, но с новой формой тела и головы. Эти куклы вызвали негативную реакцию фанатов, поскольку бренд был больше ориентирован на детей младшего возраста, а не на подростков и подростков, таких как предыдущие куклы. Из-за плохого приема и продаж куклы снова были сняты с производства к 2016 году.
Осенью 2018 года эксклюзивно на Amazon была выпущена новая линейка кукол под названием «Коллекционер Братц». Куклы были разработаны иллюстратором моды Хейденом Уильямсом, и их брендинг больше напоминал брендинг оригинальной серии кукол. В июне 2021 года, к своему 20-летию, Bratz выпустила почти точные копии кукол первого выпуска 1999 года.

## Технические характеристики
Высота кукол Братц составляет около 25,5 см в высоту (юноши немного выше). Тело отличается коротким туловищем и длинными ногами с увеличенными ступнями. У стандартных кукол ноги сгибаются в коленях на «щелчки» примерно до 90 градусов, руки разводятся в стороны. Характерной особенностью является то, что, в отличие от других кукол, у кукол Братц не снимается обувь, а вместо этого «отщёлкивается» нижняя часть ноги. Кроме стандартных выпусков есть шарнирные — с дополнительными точками артикуляции в локтях, кистях и коленях. Также у кукол подробно имеются проработанные аутфиты среднего качества исполнения.

## История и новые серии кукол
Bratz выпускаются тематическими линиями, в которых куклы отличаются друг от друга фасоном одежды, макияжем, прическами, аксессуарами и молдами. Помимо основной линии кукол-девочек, компания-производитель выпускает:
- серию кукол-мальчиков Bratz Boys
- серию кукол-младенцев Bratz Babyz. Первый выпуск состоялся в 2004 году. Вместе с куклами была разработана линейка тематических аксессуаров — бутылочек для кормления и прочего. В 2007 году была выпущена лимитированная серия Bratz Babyz под названием «Маленькие Ангелы Братц».
- серию кукол более старшего возраста Bratz Kids. Была представлена в 2006 году. Куклы в этой линейке были по размеру чуть меньше, чем оригинальные.
- серию Lil Bratz 2001 (уменьшенные копии основных героев). В 2007 году была выпущена серия одежды для Lil Bratz под названием Lil Bratz Couture.
- серию Be-Bratz, внешность кукол из которой могла быть легко изменяема владельцем. В комплекте с куклами поставлялся USB ключ, с помощью которого владелец мог завести для своей куклы онлайн профиль в специальной социальной сети.
- серию Bratzillaz, кузин-ведьмочек оригинальных кукол. Серия вышла в 2012 году.
- мультипликационные сериалы, анимационные фильмы и видеоигры о приключениях Bratz
- журнал и серии плакатов
- аксессуары, наборы одежды, игрушечную мебель и другие сопутствующие товары

С 2001 по 2012 год было выпущено 108 персонажей кукол Bratz.

## Критика
В 2006 году Комитет, занимающийся защитой прав рабочих сделал громкое заявления о невыносимых условиях труда рабочих на фабриках Китая. Приводились цифры и факты, свидетельствующие о намерениях руководства заводов, особенно тех, которые производят разнообразные брендовые продукты, ещё больше ущемлять права трудящихся. В этом заявлении упоминалась в том числе и компания MGA, производитель Братц. Руководство компании в ответ на это заявило, что действительно, куклы производятся на Востоке, но компания поручает эти задачи только честным предприятиям, на которых соблюдаются все права рабочих.
В феврале 2007 года Американская Ассоциация Психологов провела исследование «О сексуализации девочек». В отчете об исследовании утверждалось, что куклы Братц выглядят слишком «взросло», и их слишком откровенные наряды вкупе с вызывающим макияжем может оказать отрицательное влияние на целевую аудиторию потребителей этой продукции (девочек от 4 до 8 лет). Адвокаты компании MGА в ответ на такую критику заявили, что во-первых, целевая аудитория кукол Братц, на которую ориентируются маркетологи компании, это девочки 11-13 лет, а во-вторых, упор в рекламе кукол и их образе делается не на сексуальность, а на дружеские отношения между ними. «Вы можете быть удивлены, но дети смотрят на мир по-другому, и они не думают о сексуальности кукол, они скорее находят их просто милыми» — процитировали адвокаты доктора Брайана Янга из Эксетерского университета.

### Судебная война с Mattel
В декабре 2008 года калифорнийский окружной суд дал право крупнейшему производителю игрушек Mattel Toys блокировать продажи кукол Bratz Dolls. Согласно вердикту, у Mattel есть эксклюзивные права на этот вид продукции своего конкурента.
Данное решение также разрешает Mattel, являющемуся производителем всемирно известной куклы Барби, уничтожить лекала, по которым производятся Bratz. Позже MGA обязали заплатить Mattel 20 млн долларов за нарушение копирайта. Тем не менее, вердикт не вступит в силу до февраля, таким образом позволив MGA реализовать свою продукцию во время зимних праздников.
В июле 2010 года Апелляционный суд США отменил решение калифорнийского суда о признании компании Mattel владельцами авторского права на Bratz Dolls. Согласно вердикту суда, Mattel «не может обладать правами на всех модных кукол, одетых по-современному и выглядящих дерзко и своевольно. Это не те идеи, которые можно защитить копирайтом».
4 августа 2011 года Апелляционный суд США в Сан-Франциско обязал Mattel выплатить 309 млн долларов по делу о защите авторских прав и моральном ущербе компании MGA. Из этой суммы 172,5 млн долларов являются компенсацией ущерба, связанного с промышленным шпионажем, а остальную сумму получил руководитель MGA Айзек Лэриан за нарушение авторских прав и срыв контрактов.
В конце 2016 года из-за низких продаж бренд Братц ушёл на перерыв и начал подготовку к очередному перезапуску линейки. Возвращение бренда состоялось осенью 2018 года.

## Экранизации
По мотивам кукольных серий был снят одноимённый сериал, состоявший из двух сезонов транслировавшийся с 2006 по 2008 год. В  2007 по мотивам сериала вышел полнометражный фильм.